# Schüffel (Berg)
Der Schüffel bei Eschenbach im nordrhein-westfälischen Kreis Siegen-Wittgenstein ist ein 540,9 m ü. NHN hoher südwestlicher Ausläufer der Alten Burg in den Siegerländer Rothaar-Vorhöhen im naturräumlichen Siegerland.

## Geographie

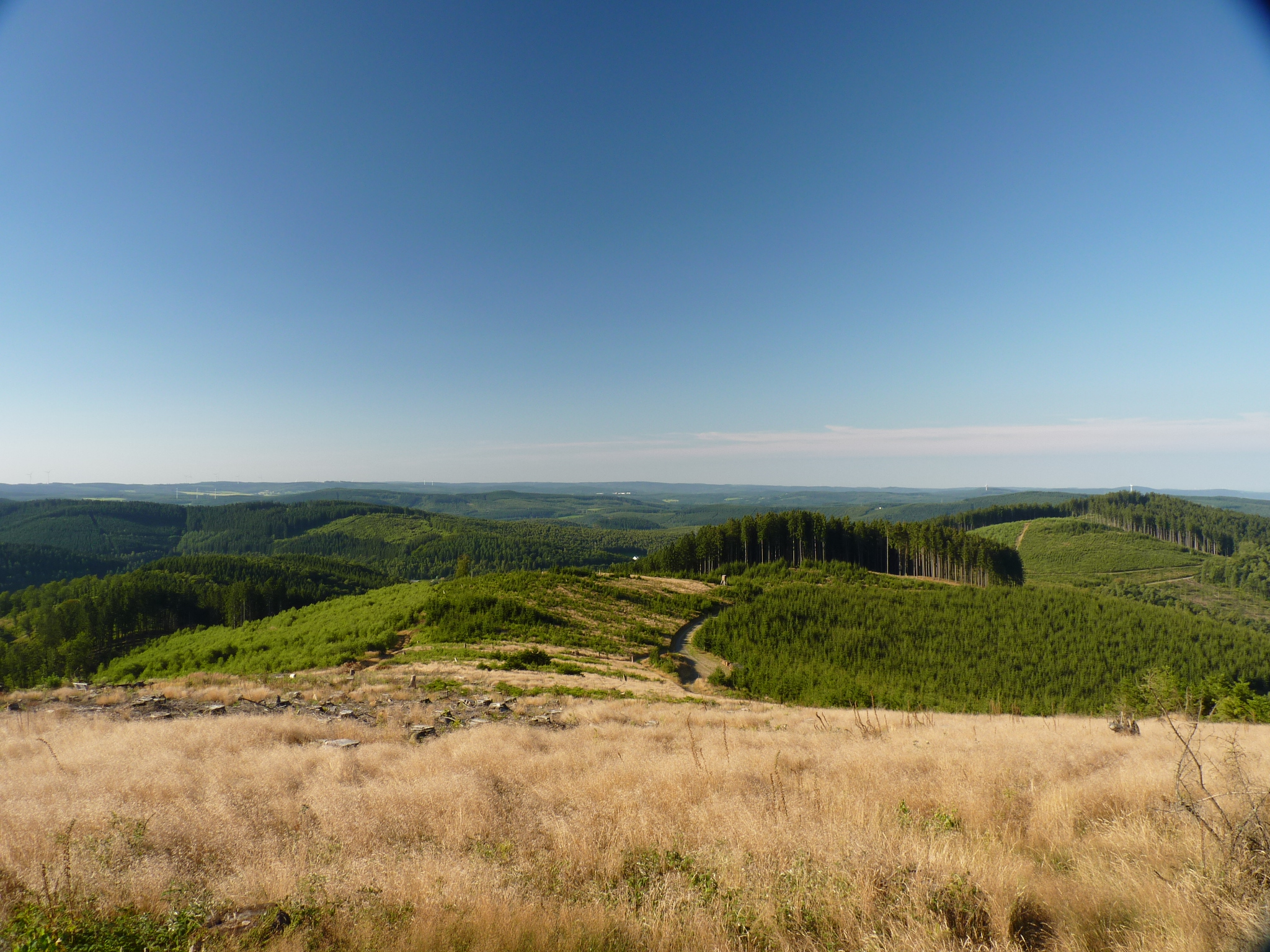
Aussicht vom Schüffel bei Netphen-Eschenbach

### Lage
Der Schüffel erhebt sich in den Siegerländer Rothaar-Vorhöhen und im Süden des Naturparks Sauerland-Rothaargebirge. Sein Gipfel liegt etwa 1,7 Kilometer (km) südsüdöstlich Afholderbach, 1,4 km nordöstlich von Eschenbach und 1,7 km (jeweils Luftlinie) nordöstlich von Brauersdorf; sie alle sind Ortsteile von Netphen. Der Berg gehört größtenteils zur Gemarkung Eschenbach. Seine Nordostflanke befindet sich in der Gemarkung Afholderbach, die Südwestflanke in jener von Brauersdorf und seine Südostflanke in der Gemarkung von Obernau, einem ehemaligen (mittlerweile durch die Obernautalsperre überflutetem) Dorf. In Richtung Norden und Nordwesten fällt die Landschaft des Schüffels in das Tal der Netphe ab und nach Süden zur Obernautalsperre.
Der Schüffelgipfel ist mit hohem Gras bewachsen, welches an einigen Stellen von Schieferklippen durchstoßen wird.

### Naturräumliche Zuordnung
Der Schüffel gehört in der naturräumlichen Haupteinheitengruppe Süderbergland (Nr. 33) und in der Haupteinheit Siegerland (331) zur Untereinheit Siegerländer Rothaar-Vorhöhen (Siegquellbergland; 331.2).

### Fließgewässer
Im Übergangsbereich zwischen dem Schüffel und der Alten Burg entspringt der Zeppenbach.
Am Westhang des Schüffels entspringt der Eschenbach, der im gleichnamigen Dorf in die Netphe mündet.

## Verkehr und Wandern
Etwa 1,1 km nordwestlich vom Gipfel verläuft vorbei an der Schüffel im Netphetal durch die Ortschaften Afholderbach und Eschenbach die Bundesstraße 62. Von den erwähnten Ortschaften beginnend kann der Berg auf zumeist Waldwegen und -pfaden erwandert werden. Über den Schüffel führt der Netphener Keltenweg, an dem jeweils alle paar Kilometer Hinweistafeln das frühere Leben der Kelten erläutern; die Kelten-Masskottchen auf diesen Tafeln wurden vom Siegerländer Autor und Cartoonist Matthias Kringe gezeichnet. 2007 wurde der ursprünglich bewaldete Schüffel durch den Orkan Kyrill beinahe gänzlich entwaldet. Seitdem bietet sich von seinem Gipfel aus ein fantastischer Fernblick.